# رابطه عاشقانه (فیلم ۱۹۹۴)
رابطه عاشقانه (به انگلیسی: Love Affair) فیلمی محصول سال ۱۹۹۴ و به کارگردانی گلن گوردون کارون است. در این فیلم بازیگرانی همچون وارن بیتی، آنت بنینگ، کاترین هپبورن، گری شندلینگ، کلوئه وب، پیرس برازنان، کیت کپشا، هارولد ریمیس، کاری لوول، ری چارلز، سیلک کوزارت، میگن فی، الیا باسکین، ساولی کراماروف، اولگ ویدوف و تیلور دین ایفای نقش کرده‌اند.